# Columna de Justiniano

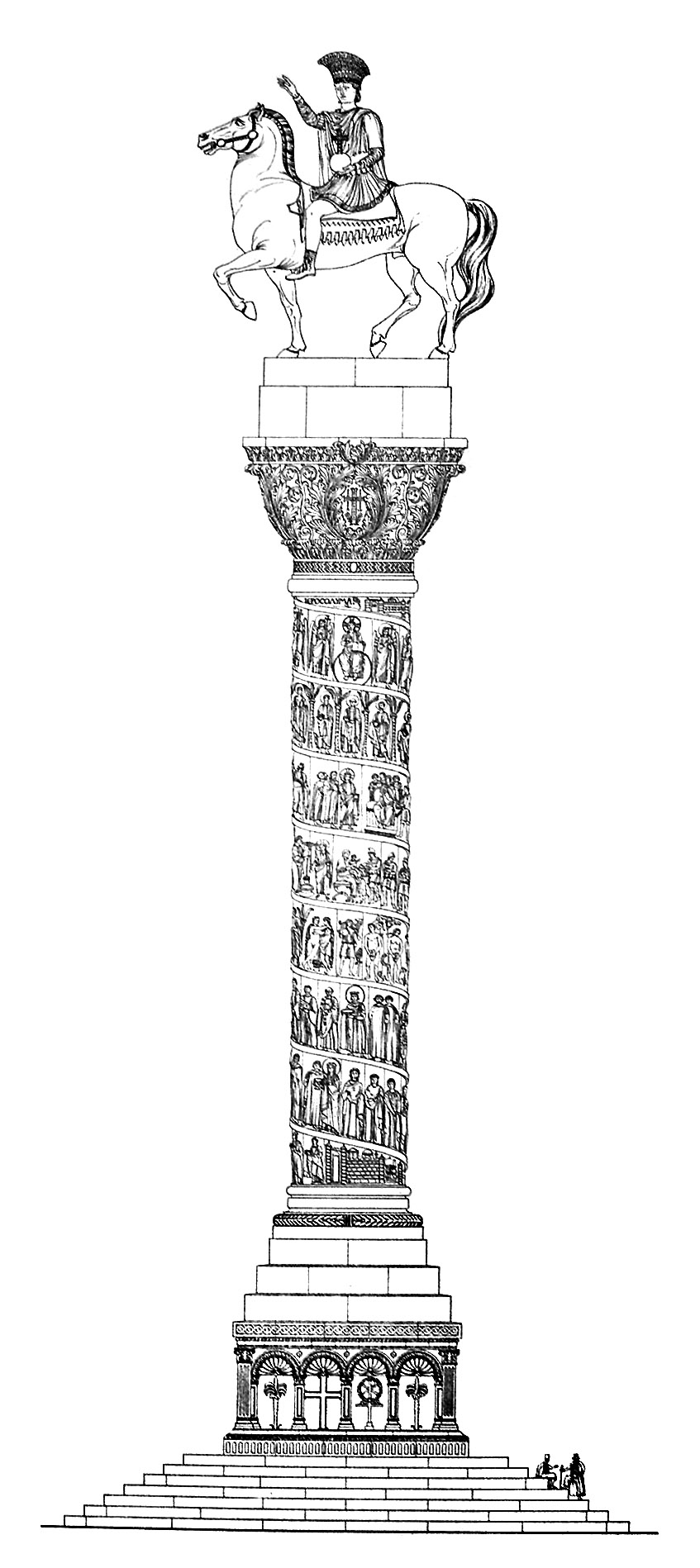
Reconstrucción de la columna, por Cornelius Gurlitt, 1912. La representación de un friso narrativo helicoidal alrededor de la columna, a la manera de la Columna de Trajano, es errónea.

La Columna de Justiniano fue una columna triunfal romana erigida en Constantinopla por el emperador bizantino Justiniano I en honor a sus victorias en el 543. Se encontraba en el lado occidental de la gran plaza del Augustaion, entre Santa Sofía y el Gran Palacio, y sobrevivió hasta 1515, cuando fue demolida por los otomanos.

## Descripción e historia
La columna estaba hecha de ladrillo, y cubierta con placas de latón. La columna se erigía sobre un pedestal de mármol de siete escalones, y estaba coronada por una colosal estatua ecuestre de bronce del emperador con atuendo triunfal (el "vestido de Aquiles", como lo llama Procopio), que llevaba una coraza muscular de estilo antiguo, un casco emplumado de plumas de pavo real (el toupha), sosteniendo un orbe en su mano izquierda y extendiendo su mano derecha hacia el Este. Hay algunas pruebas de las inscripciones de la estatua que pueden haber sido en realidad una estatua anterior reutilizada de Teodosio I o Teodosio II.
La columna sobrevivió intacta hasta finales de la época bizantina, cuando fue descrita por Nicéforo Grégoras, así como por varios peregrinos rusos a la ciudad. Estos últimos también mencionaron la existencia, antes de la columna, de un grupo de tres estatuas de bronce de "emperadores paganos (o sarracenos)", colocadas en columnas o pedestales más cortos, que se arrodillaban en sumisión ante ella. Estas aparentemente sobrevivieron hasta finales de la década de 1420, pero fueron retiradas en algún momento antes de 1433. La columna en sí misma es descrita como de gran altura, 70 metros según Cristoforo Buondelmonti. Era visible desde el mar, y una vez, según Gregoras, cuando el toupha se cayó, su restauración requirió los servicios de un acróbata, que usó una cuerda colgada del techo de Santa Sofía.

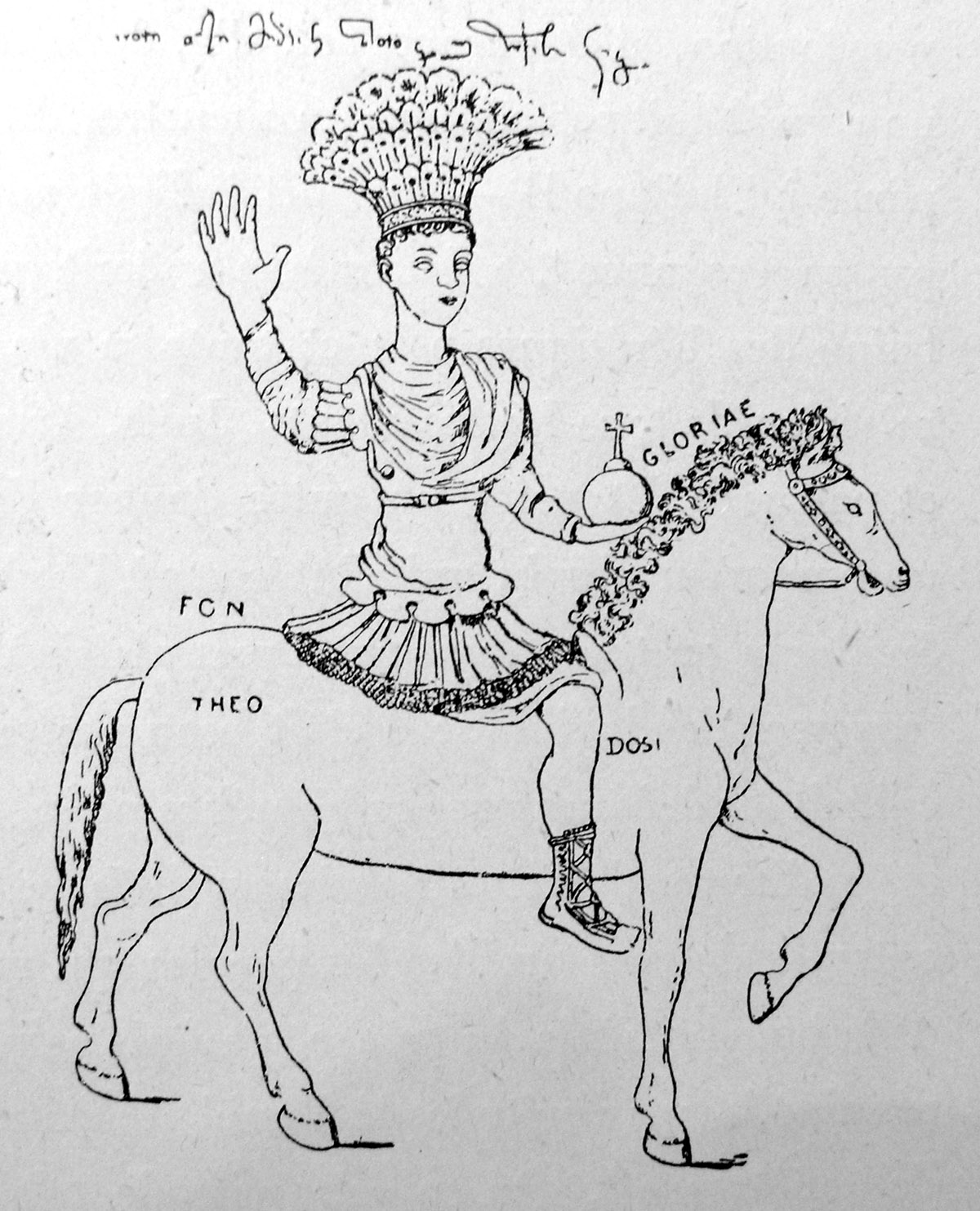
Dibujo contemporáneo de la estatua ecuestre de Justiniano (1430). Con la inscripción THEO DOSI, que señala su probable reutilización de un monumento anterior.

En el siglo XV, se creía que la estatua, en virtud de su posición prominente, era en realidad la del fundador de la ciudad, Constantino el Grande. También existían otras asociaciones: al anticuario italiano Ciriaco de Ancona se le dijo que representaba a Heraclio. Por lo tanto, se sostenía ampliamente que la columna, y en particular el gran globus cruciger, o "manzana", como se le conocía popularmente, representaba el genius loci de la ciudad. Por consiguiente, su caída de la mano de la estatua, en algún momento entre 1422 y 1427, se consideraba un signo de la inminente perdición de la ciudad. Poco después de la conquista de la ciudad en 1453, los otomanos retiraron y desmantelaron completamente la estatua como símbolo de su dominio, mientras que la propia columna fue destruida alrededor de 1515. Pierre Gilles, un erudito francés que vivió en la ciudad en la década de 1540, dio cuenta de los fragmentos restantes de la estatua, que yacían en el Palacio de Topkapi, antes de ser fundidos para hacer cañones:

Entre los fragmentos estaban la pierna de Justiniano, que superaba mi altura, y su nariz, que medía más de nueve pulgadas de largo. No me atreví a medir las patas del caballo [...] pero en privado medí uno de los cascos y encontré que medía nueve pulgadas de altura.

El aspecto de la propia estatua con sus inscripciones se conserva, sin embargo, en un dibujo de la década de 1430 hecho a instancias de Ciriaco de Ancona.